# 西棕櫚灘特朗普國際高爾夫球俱樂部

2020年，當勞·特朗普和梅拉尼婭·特朗普在高爾夫俱樂部

西棕櫚灘特朗普國際高爾夫球俱樂部（英語：Trump International Golf Club, West Palm Beach）是位於佛羅里達州西棕櫚灘的私人27洞高爾夫球場。該球場由吉姆·法齊奧設計，建築預算超過4000萬美元，於1999年開幕。這是美國前總統兼企業家當勞·特朗普的首個高爾夫球場產業。
這座冠軍級球場全長7326碼，標準桿為72，曾舉辦LPGA錦標賽。球場還設有一個9洞小球場。會所可承辦婚禮以及其他社交或商務活動，並提供三層的練習場。
據報導指，該高爾夫球場在2011年的入會費為150000美元，年費為25000美元。特朗普高爾夫產業的高級指導總監加里·威倫也在此球場任職。

## 行刺案
2024年9月15日，西棕櫚灘特朗普國際高爾夫俱樂部發生行刺案。行刺案發生在美國東部時間下午2點之前，當時特朗普正在俱樂部打高爾夫球。俱樂部的高爾夫球場不久後被封鎖，沒有人員受傷的報告。據棕櫚灘縣治安官辦公室稱，一名疑犯在駕駛車輛時被拘留。他當時正沿著95號州際公路從棕櫚灘縣開車前往馬丁縣北行。聯邦調查人員關閉110英里標記處的高速公路
美國特勤局、聯邦調查局和棕櫚灘縣治安官辦公室正在調查這宗行刺案。目前尚不清楚槍手的意圖，但聯邦調查局正在將此事件作為企圖暗殺進行調查。調查方認為疑犯企圖行刺特朗普。美國總統祖·拜登和副總統賀錦麗已接到相關事件的簡報。白宮發表的聲明中表示：「總統和副總統已經獲悉特朗普國際高爾夫球場發生的安全事件，當時前總統特朗普正在打高爾夫球。他們對他的平安無恙感到寬慰。」

## 外部鏈結
- 官方網站 （页面存档备份，存于）
- 特朗普國際高爾夫球俱樂部 （页面存档备份，存于）

26°39′58″N 80°5′54″W / 26.66611°N 80.09833°W